# گروه آلبا
گروه آلبا (انگلیسی: Alba) شرکت لوازم الکترونیکی بریتانیایی است، که در سال ۱۹۱۷ توسط آلفرد بالکامب تأسیس شد.